# Джулио Чезаре Кроче
Джулио Чезаре Кроче (на италиански: Giulio Cesare Croce) е италиански писател, драматург, трубадур и разказвач на кантастории (истории под формата на песни) и автор на гатанки.

## Биография и творчество
Джулио Чезаре дела Кроче е роден на 2 март 1550 г. в Сан Джовани ин Персичето, близо до Болоня, Емилия-Романя, Италия. Той е син на ковач и самият той работи като ковач. След смъртта на баща му, чичо му продължава културното му образование. По това време, за да се развива даден литературен творец е било необходимо да има конкретен покровител, чиито виждания да изпълнява. Кроче обаче поема по собствения си път да преследва страстта си за писане и разказване на истории. Той черпи вдъхновение от по-ниската класа, от публиката на пазара, панаира, до патрицианските къщи и италианските дворове, където представя и изпълнява своите творби. Като такъв става един от най-успешните самоуки автори в италианската литература.
Автор е на над 400 произведения в различни жанрове в областта на драмата и хумора. Най-популярното му произведение е „Много тънките хитрости на Бертолдо“ (1606). Историята има различни версии през Средновековието и действието ѝ се развива двора на крал Албоин във Верона или Павия в зависимост от версията. Кроче пише и продължението „Приятните и нелепи простотии на Бертолдино“ 1608) – за сина на Бертолдо, под ръководството на майка му Марколфа. По-късно през 1620 г. абатът Адриано Банчиери написва друго продължение, „Новела ди Какасено, син на простия Бертолдино“. Оттогава произведенията на Кроче се публикуват заедно със заглавието „Бертолдо, Бертолдино и Какасено“. Те са екранизирани в три едноименни филма през 1936, 1954 и 1984 г.
Джулио Чезаре Кроче е женен два пъти и има 14 деца. Умира в бедност на 12 януари 1609 г. в Болоня.

## Произведения

### Самостоятелни романи
- Le sottilissime astuzie di Bertoldo[1]
- Le piacevoli e ridicolose simplicità di Bertoldino, figlio del già astuto Bertoldo

### Сборници
- Bertoldo, Bertoldino e Cacasenno (1670)[1]
Бертолдо, Бертолдино и Какасено, изд.: „Отечество“, София (1981), прев. Никола Иванов и Симеон Спиридонов

### Автобиографични книги
- Descrizione della vita del Croce (автобиография в стихове)[1]
- Burla fatta all'autore da un suo amico in luogo di colazione
- Capitolo a un amico finto del Croce
- Capitolo all'illustrissimo mentre il Croce era a Savona
- Capitolo mentr'il Croce era a Casa Nuova loco dell'Abruzzo
- Disgrazia memorabile del Croce
- Disgrazia d'una notte occorsa per seguitare una cortigiana
- Disgrazia memorabile intervenuta al Croce in villa
- Innamoramento di Giulio Cesare Croce
- Satira a Z.F.M.
- Sclamazione del Croce a un suo amico, dolendosi che non è prezzata la poesia
- Stanze in morte di Carlino mio figliolo
- Terzetti del Croce al Vecchi

### Комедии
- La Farinella[1]
- Il tesoro
- Sandrone astuto
- Banchetto de' malcibati (за глада от 1590 г.)
- La cantina fallita
- Cleopatra e Marcantonio
- Sotterranea confusione o vero tragedia sopra la morte di Sinam Bassa famoso capitano de' Turchi
- Tartufo, nuova commedia boschereccia

### Екранизации
- 1936 Bertoldo, Bertoldino e Cacasenno
- 1954 Bertoldo, Bertoldino e Cacasenno
- 1984 Bertoldo, Bertoldino e Cacasenno